# Тузла (мыс)
Мыс Тузла́ — самая западная точка Краснодарского края (36°36′ в. д.; если не считать восстановленный в 2003 году участок Тузлинской косы). Берег обрывистый и поднимается над уровнем моря примерно на 15 м. Расположен в восьми километрах от станицы Тамань. Своим происхождением он обязан древним известнякам, залегающим среди глинистых отложений.
Часто местные жители называют мыс Тузла мысом Верблюд.

## История
Предположительно на мысе Тузла располагался античный город Корокондама (находился на южном берегу Таманского залива, называвшегося в древности Корокондамитским озером). Здесь сохранились остатки античного поселения и его некрополя, который с середины XIX века неоднократно подвергался археологическим раскопкам. Поселение существовало с VI века до н. э. по IV век н. э. и имело смешанное население (греки, синды, меоты).

## Топографические карты
- Лист карты L-37-98 Тамань. Масштаб: 1 : 100 000. Состояние местности на 1988 год. Издание 1989 г.
- Лист карты L-37-XXV Аршинцево. Масштаб: 1 : 200 000. Издание 1982 г.